# 伐氏後鰭魚
伐氏後鰭魚為輻鰭魚綱鲱形目鋸腹鰳科的其中一種，分布於印度西太平洋區，包括中國大陆、台灣、香港、印尼、馬來西亞、新加坡、汶萊等海域，體長可達20公分，棲息在沿岸海域、河口區，可做為食用魚。

## 擴展閱讀
維基物種上的相關：伐氏後鰭魚